# A.H. van Schijndel
Stoomschoenenfabriek A.H. van Schijndel was een schoenfabriek te Waalwijk die met een voorloper bestaan heeft van 1873 tot en met 1965.

## Geschiedenis
Het ouderlijk huis van de familie Van Schijndel, de boerenhoeve „Het Hof”, lag aan de „Heeren Straet” (Grotestraat) tussen Hoekeinde en Putstraat. De hoeve werd aan drie kanten omgeven door water (de Loint en de Putsteeglozing). Antoon van Schijndel leerde het schoenmakers vak in de werkwinkel van J. Brouwers aan het Hoekeinde, schuin tegenover zijn ouderlijk huis. Midden in zijn leertijd brak de Frans-Duitse oorlog uit (1870) en veranderde de schoenindustrie in een zeer lucratieve handel. Daarom besloot Toon in 1873 tot de oprichting van een eigen schoenmakerij. Met hulp van zijn vader en financiële steun van zijn oudoom kon hij die op „Het Hof” beginnen.
In 1889 moest hij wegens ruimtegebrek omzien naar een andere behuizing. Met steun van zijn vader kon hij naar een perceel aan de spoorlijn (nu: Noorder-Parallelweg 19), waar een collega – de heer Van den Bergh uit ’s‑Hertogenbosch – de grondslagen voor een nieuwe fabriek met woonhuis had gelegd. Toon van Schijndel voltooide, zij het op bescheidener schaal, de plannen van zijn voorganger.
In 1895 werd de concurrentie van machinaal vervaardigd schoeisel uit het buitenland zo groot, dat Toon zijn zwager Herman KIütgen, een zeer welgestelde man, als financier interesseerde om mechanisatie te kunnen invoeren. Na erop gewezen te hebben dat een fabrikant in ’s‑Hertogenbosch met het Goodyearsysteem begonnen was en wat de mogelijkheden daarvan waren en met steun zijn oudste broer Huibert was Klütgen uiteindelijk bereid om Toon een lening te geven.
In 1900 kocht A.H. van Schijndel het laatste vrije perceel in de Stationsstraat en richtte daar een stoomfabriek in die voldeed aan de nieuwste technische eisen. Op 12 november 1900 werd de fabriek in werking gesteld met de „Original Goodyear Welt” machine, de allereerste in Nederland. Merknamen als Kingal, Rexal en Omega werden een begrip, ook in het buitenland.
Het schoenrandsysteem van Charles Goodyear jr. was in 1871 gepatenteerd. Deze machine stikte een losse rand, de welt, aan de binnenzool en de schacht van de schoen waardoor deze drie onderdelen vast aan elkaar komen te zitten. De maakwijze was zeer arbeidsintensief en werd beschouwd als een van de beste methodes voor het vervaardigen van schoenen. Voordat Goodyear het proces mechaniseerde werden er vergelijkbare schoenen met de hand vervaardigd.
In 1906 volgde een uitbreiding van de fabriek en in 1909 verkreeg de firma A.H. van Schijndel het predicaat „Koninklijk”. Met 152 arbeiders was het één van de grootste schoenfabrieken in Waalwijk. Een jaar later werd de fabriek uitgebreid met een vijf verdiepingen hoog kantoor- en productiegebouw met monumentale gevel: Art nouveau elementen in het naamtableau „Koninklijke Stoomschoenenfabriek A.H. van Schijndel” en siermetselwerk rondom de vensters. H.C. Meulkens (Waalwijk) was de architect, zijn werk was typerend voor de Waalwijkse ontwikkeling van de industriële techniek.
Begin 20e eeuw waren er diverse arbeidsconflicten, waaronder een langdurige staking die begon toen één van de stiksters op 24 augustus 1910 een boete kreeg omdat ze van een collega een glas had geleend om water te drinken. Anna Bergmans legde het werk stil. Bijna de helft van het personeel ging in staking.
In 1914 werd de fabriek uitgebreid. In 1917 werd het bedrijf omgezet in een Naamloze Vennootschap genaamd „N.V. Waalwijkse Stoomschoenenfabriek A.H. van Schijndel” met Toon als gedelegeerd commissaris. Zijn drie oudste zonen Jan, Bernard en Petrus vormden de directie en ook de jongste twee, Antoon en Leo, waren aan het bedrijf verbonden. Het jaar 1918 ontpopte zich tot een rampjaar. In juli verdronk zoon Leo bij het zeilen op de Lek en in november bezweek zoon Jan aan de Spaanse griep, waarna Antoon van Schijndel jr. zijn intrede deed in de directie. De zaken floreerden mede ten gevolge van het tijdelijk wegvallen van de buitenlandse (Duitse) concurrentie: over de eerste drie jaren als N.V. werden dividenden van 38%, 32% en 46% uitgekeerd.
In 1923 werd het 50-jarig bestaan van de onderneming gevierd. Bij dit gouden jubileum telde de onderneming nog een 300-tal arbeid(st)ers. In 1928 werd de fabriek nog flink verbouwd en een jaar later werd in Goch (Duitsland) een dochteronderneming gevestigd. Dit laatste bleek echter geen goede zet, want juist toen brak de Grote Depressie (1929) uit. De crisis in die jaren waren bijna desastreus, in november 1931 werd de fabriek stopgezet, en vervolgens werd surseance van betaling aangevraagd en volgde ontslag voor 220 werknemers. Het predicaat „Koninklijk” ging hierbij verloren. Zoon Petrus kon met geld van zijn vrouw (Cor van Wely) met 80 werknemers een doorstart maken. Antonius Hubertus van Schijndel overleed op 28 april 1933 te Waalwijk. In 1965 sloot de fabriek als één van de eerste en luidde daarmee de ondergang in van de leerindustrie in de Langstraat.
De originele façade van het hoofdgebouw staat er nog steeds in de Stationsstraat 115. De fabriek is grotendeels gesloopt, met uitzondering van de voorgevel en de zijgevels van het kantoor- en productiegebouw. Hierachter is een appartementencomplex gebouwd.